# Adobe Dreamweaver
Adobe Dreamweaver é uma ferramenta proprietária de desenvolvimento web da Adobe. Criada em 1997 pela Macromedia e por ela desenvolvida até ser adquirida pela Adobe Systems em 2005. Está atualmente na versão CC.

## Desenvolvimento
Suas versões iniciais serviam como um simples editor HTML com WYSIWYG ("What You See Is What You Get", ou "O Que Você Vê É O Que Você Tem"), porém as suas versões posteriores incorporaram suporte para diversas tecnologias web, tais como XHTML, CSS, JavaScript, Ajax, PHP, ASP, ASP.NET, JSP, ColdFusion e outras linguagens server-side.
No início Dreamweaver era apenas um editor simples podendo ser usado em modo código ou modo design, WYSIWYG. Na época seu grande concorrente era o Microsoft FrontPage, logo no lançamento do Dreamweaver 4.0 que apresentou nesta versão sua integração com o Ultra-dev, uma poderosa ferramenta de desenvolvimento para os programadores web com suporte a PHP, ASP, ColdFusion e JSP inicialmente.
Logo na versão Dreamweaver MX, o Ultra-dev passou a ser totalmente integrado ao Dreamweaver através do Painel Aplication, assim incluindo no mesmo definitivamente o conceito de ferramenta de desenvolvimento web.
Utilizando-se da base da mesma versão do Dreamweaver, MX, a Macromedia na época incorporou a estrutura do Dreamweaver a primeira versão da ferramenta Adobe Flex, assim também adotando ao Dreamweaver o conceito de ser IDE, podendo integrar outras ferramentas dentro de si próprio.
A partir desse conceito começaram a surgir várias extensões do tipo suíte, pacote completo de desenvolvimento para determinado assunto ou linguagem, de desenvolvimento para o Dreamweaver, adotando no mesmo funcionalidades avançadas para cada uma das linguagens suportadas por ele. Destacando-se nesta época a InterAKT que vinha lançando inovadoras suítes como por exemplo: Spry e Desevelopers ToolBox, hoje comprada pela Adobe Systems.

## Funcionalidades
Em seu modo Design, como um editor WYSIWYG, o Dreamweaver pode esconder os detalhes do código HTML do usuário, tornando possível que não-especialistas criem facilmente páginas, sites e até mesmo aplicações para web. Alguns desenvolvedores criticam este modo de função do Dreamweaver por produzir códigos sujos, muito maiores do que o necessário, o que pode levar a erros de visualização em páginas HTML e erros de segurança em aplicações web. No entanto, este tipo de erro não se dá a ferramenta, e sim ao profissional que está usando a ferramenta, pois assim como outras IDE's de desenvolvimento, o Dreamweaver também dá a possibilidade de editar seus trabalhos em modo código, suportando as sintaxes de todas as linguagens de programação cobertas pelo software e também possuindo dicas, referências em modo código batata e até mesmo extensões para debugar códigos.
Uma outra boa funcionalidade do Dreamweaver é permitir selecionar a maioria dos navegadores para se ter uma previsão (preview) da visualização do HTML Output da página diretamente no(s) navegador(es) de destino. O software possui também ótimas ferramentas de gerenciamento e transferência de projetos tais como a habilidade de encontrar e substituir, no projeto inteiro, linhas de texto ou código através de parâmetros especificados. O painel de comportamentos também permite a criação de JavaScript básico, sem qualquer conhecimento de codificação.
Um aspecto altamente alardeado do Dreamweaver é sua arquitetura expansível. As “extensões”, como são conhecidas, são pequenos programas que qualquer desenvolvedor web pode escrever (geralmente em HTML e JavaScript) e qualquer um pode baixar e instalar, o que proporciona funcionalidade adicional ao software. O Dreamweaver conta com uma ampla comunidade de desenvolvedores que torna disponíveis extensões, comerciais ou grátis, para a maioria das tarefas de desenvolvimento web, de simples efeitos de rolagem, até "carros de compras" completos.